# Дуди (Мазовецьке воєводство)
Дуди (пол. Dudy) — село в Польщі, у гміні Острув-Мазовецька Островського повіту Мазовецького воєводства.
У 1975-1998 роках село належало до Остроленцького воєводства.